# Huntington (Indiana)
Huntington ist eine Stadt (city) im US-Bundesstaat Indiana und der Verwaltungssitz des Huntington County. Die Einwohnerzahl beträgt 17.138 (Stand 2019).

## Geschichte
Der Name Huntington ist abgeleitet von Samuel Huntington, einem Richter, Politiker und Patrioten in der amerikanischen Revolution. Samuel Huntington ist auch dafür bekannt, dass er der 3. Gouverneur von Connecticut und der 7. Präsident des Kontinentalkongresses war. Als Delegierter des Zweiten Kontinentalkongresses nahm Huntington an der Abstimmung und Unterzeichnung der Unabhängigkeitserklärung und der Artikel der Konföderation teil.
Das Huntington County wurde am 2. Dezember 1834 formell gegründet. Die Stadt Huntington wurde von einer Gruppe von Pionieren gegründet. Im Jahr 1849 hatte Huntington 150 Häuser und 700 Einwohner. Der Wabash and Erie Canal wurde 1834 durch das Huntington County gebaut und brachte der Gegend einen großen wirtschaftlichen Nutzen. Zusätzlich zum Wabash River, der durch Huntington verläuft, beschleunigte dieser neu eröffnete Handelsweg das Bevölkerungs- und Wirtschaftswachstum in Huntington.

## Demografie
Nach einer Schätzung von 2019 leben in Huntington 17.138 Menschen. Die Bevölkerung teilt sich im selben Jahr auf in 95,4 % Weiße, 1,4 % Afroamerikaner, 0,5 % amerikanische Ureinwohner, 0,1 % Ozeanier, 1,1 % Asiaten und 0,5 % mit zwei oder mehr Ethnizitäten. Hispanics oder Latinos aller Ethnien machten 2,8 % der Bevölkerung aus. Das mittlere Haushaltseinkommen lag bei 43.955 US-Dollar und die Armutsquote bei 15,3 %.

## Söhne und Töchter
- Elizebeth Friedman (1892–1980), Kryptoanalytikerin
- Robert H. Planck (1902–1971), Kameramann
- Edwin Albert Link (1904–1981), Erfinder des Flugsimulators
- Mick Mars (* 1951), Musiker
- Chris Kramer  (* 1988), Basketballspieler